# Saint Paul (Antigua e Barbuda)
Saint Paul è una parrocchia di Antigua e Barbuda che si trova nella parte meridionale dell'isola di Antigua.